# Herb Kraju Ałtajskiego

Herb Kraju Ałtajskiego

Herb Kraju Ałtajskiego przyjęty 1 czerwca 2000 r. to heraldyczna tarcza francuska podzielona w pas. W pierwszym błękitnym polu 
przedstawiony jest XVIII wieczny piec hutniczy. W polu drugim (czerwonym) umieszczone jest przedstawienie zielonej wazy. Tarcza obramowana jest wieńcem ze złotych kłosów, który jest przepleciony lazurową wstążką.
Przedstawienie hutniczego pieca symbolizuje rozwój przemysłowy, jest to nawiązanie do historii Kraju Ałtajskiego, w którym w XVIII w. powstawały huty miedzi i srebra. Umieszczona na herbie waza to znajdująca się dziś w Ermitażu tzw. Caryca Waz (ros. Царица ваз), czyli ogromna waza z jaspisu (wysokość - 257 cm, średnica czaszy - 504 cm, średnica podstawy - 322 cm, waga - 19 ton) wytworzona w Koływani. Wskazuje ona na przyrodnicze bogactwa oraz zdolności rzemieślników Kraj Ałtajskiego. Niebieska szarfa przeplatająca się z wiankiem z kłosów zboża symbolizuje, że wierność tradycji jest przechowywana przez współczesność.
Kolor lazurowy symbolizuje potęgę, zaś czerwony - godność, odwagę i męstwo.